# الجديدة الشرقية
الجديدة الشرقية قرية في ناحية قرى مركز حمص التابعة لمنطقة حمص في محافظة حمص في سورية.